# Formatie van Stramproy
De Formatie van Stramproy of Stramproy Formatie (acroniem: SY) is een geologische formatie in de Nederlandse en Belgische ondergrond. De formatie dagzoomt in het zuiden van de provincie Noord-Brabant, ten zuiden van de stad Breda. In België dagzoomt de formatie in het uiterste noordoosten van de provincie Antwerpen. De formatie bestaat uit eolisch en fluviatiel zand dat in het Vroeg Pleistoceen tijdens koude en warme tijden werd afgezet. Plaatselijk komen periglaciale verschijnselen voor. Het sediment werd door lokale rivieren (voorlopers van Dijle, Nete, Demer) aangevoerd, en zeker niet door de Maas.

## Stratigrafie
De Formatie van Stramproy is genoemd naar Stramproy in de provincie Limburg en kan tot 100 meter dik zijn, hoewel ze meestal veel dunner is. 

### Nederland
De formatie behoort tot de Boven-Noordzee Groep en ligt meestal boven op oudere formaties uit deze groep, zoals de Formatie van Waalre of de Kiezeloöliet Formatie (beide fluviatiele sedimenten van de Rijn uit het Laat-Plioceen en Vroeg-Pleistoceen). De Formatie van Waalre kan ook vertand met de Formatie van Stramproy voorkomen.
Boven op de Formatie van Stramproy liggen of fluviatiele sedimenten uit de formaties van Sterksel, Kreftenheye of Urk, of eolisch dekzand uit het Midden - en Laat Pleistoceen (Formatie van Boxtel). In het laatste geval is de formatie moeilijk te onderscheiden van de erboven liggende afzetting.
Er is binnen de Formatie van Stramproy één laagpakket gedefinieerd: het Laagpakket van Hoogcruts. Dit bestaat uit beekafzettingen in Zuid-Limburg. 

### België
De stratigrafie van de Formatie van Stramproy is in België nog niet geofficialiseerd. In de recente geologische karteringsprojecten, zoals H3O-De Kempen, werd de formatie echter ook in Vlaanderen gebruikt. Het is de verwachting dat de Nationale Commissie voor Stratigrafie dit na 2020 ook zal officialiseren.
Al zeer vroeg was gekend dat het Zand van Beerse uit de Formatie van Weelde correleerde met een deel van de Formatie van Stramproy. Later bleek de gehele Formatie van Weelde (en eveneens de Formatie van Malle), lateraal equivalent te zijn van het onderste deel van de Formatie van Stramproy, middels een vertanding. Daaruit bleek ook dat het bovenste deel van de Formatie van Mol (een deel van of volledig het Lid van Rees) als Stramproy Formatie beschouwd moet worden. Het bovenste deel van de Formatie van Stramproy komt in België enkel in de gemeente Hoogstraten voor, als zandig pakket van nauwelijks een meter dik.

## Lithologie
De Formatie van Stramproy bestaat voornamelijk uit pakketten zand met uiteenlopende korrelgroottes. Plaatselijk kunnen ook lagen leem, klei, grind (onder andere vuursteen-klasten) of gyttja voorkomen. Vaak zijn sporen van bodemvorming in de formatie terug te vinden, in de vorm van paleosols. Andere lagen kunnen veel organisch materiaal bevatten.
De Formatie van Stramproy bestaat uit afzettingen van een lange periode, waarin regelmatig langdurig geen sedimentatie plaatsvond (non-depositie). De ouderdom van de formatie loopt van het Tiglien (rond 2,2 miljoen jaar geleden) tot het Cromerien (rond 0,85 miljoen jaar geleden).